# Костадиновский, Саво
Саво Костадиновский (род. 30 мая 1950 г. в с. Горно Ботушье, Югославия, в настоящее время Северная Македония) — македонский писатель.

## Биография
Костадиновский учился в средней школе в своем родном селе и в городе Гостивар. 26 июля 1963 года, в день землетрясения в Скопье, получил травму ноги при разрушении дома в Гостиваре. С самого детства, сразу после катастрофического землетрясения в Скопье, началась его «одиссея». В 1964 году он жил и учился в школе-интернате в Белграде, получив там место как сын партизана. В 1965 году работал в г. Славонски Брод, продолжал писать стихи, пронизанные ностальгией по родному дому. В 1968 году он был призван в армию, служил в Карловаце и Загребе (до 1970 года). Учился в Технической заочной школе в Белграде. С 1970 года работал в Мюнхене, Вюрцбурге и Франкфурте на Майне. С 1973 года учился и работал в Кельне, где прожил большую часть жизни. В 1981 году он окончил три семестра механического факультета Кельнского Высшего технического университета. Во время учебы начал писать стихи на македонском и немецком языках. В книге «Поэзия в жизни поэта» писатель Костадиновский пишет:
«Поэзия — неотъемлемая часть моей жизни, это моя повседневность».
Путешествовал по Европе, Северной Америке, Австралии, Индии, Тибету, Китаю и Африке (Сенегал).
Многие произведения Саво Костадиновского, в основном стихотворения и рассказы для детей и взрослых, переведены на различные языки, а сборник стихов для взрослых («Поэзия о поэзии») вышел двуязычными изданиями на македонском и румынском (2002 г.), македонском и немецком языках (2012 г.) и на сербском языке (2015 г.). Он также опубликовал автобиографическую романную хронику «Три века» (2005 г.) для взрослых читателей.
С 1993 года он является членом Союза писателей Германии. Он также член Союза писателей Македонии с 1989 года, Союза журналистов Македонии и Союза литературных переводчиков Македонии с 1995 года.
В 1993 году получил премию «Грамота соотечественника», присуждаемую в рамках поэтического фестиваля «Стружские поэтические вечера».

### Поэзия для детей
- «Лето в родном краю» (Детская радость, 1980)
- «Стремления» (Дом культуры «Кочо Рацин», 1989)
- «Дети мира» (Дом культуры «Кочо Рацин», 1990)
- «Клетка без птиц — от Ботушье до Кельна» («Дни соотечественников», Вевчани, 1990)
- «Стихи» (Культурно-просветительское общество Скопье, 1991) — сборник из десяти книг
- «Стихи из Ботушье» (Дом культуры «Кочо Рацин», 1992) — избранное
- «Стихи» (Культурно-просветительское общество Скопье, 1993) — сборник из десяти книг
- «Поречье» (Мысль, 1995)
- «Тысяча и одна ностальгия» (Детская радость, 2001) — избранное
- «Вместе с Филиппом» (Антолог, 2013)
- «Беседы с Бети» (Антолог, 2013)
- «Годы со стихами» (Антолог, 2013)
- «Вечный голос» (Антолог, 2014) — избранное
- «Письма Филиппу» (Антолог, 2014)
- «В отпуск с Филиппом» (Антолог, 2014)
- «Всегда с Филиппом» (Антолог, 2014)
- «Филипп — первоклассник» (Антолог, 2014)
- «Как Филипп выучил алфавит» (Антолог, 2014)
- «Бисер для Бисеры» (Антолог, 2014)
- «Записки из Америки» (Антолог, 2015)
- «Родные песни в далекой Австралии» (Антолог, 2015)
- «Европа в стихах» (Антолог, 2015)
- «Поречье» (Антолог, 2015)
- «От Ботушье до Парижа» (Антолог, 2015)
- «Без родины» (Антолог, 2016)
- «Кельн и я» (Антолог, 2016)
- «С родиной» (Антолог, 2016)
- «Из жизни в Европе» (Антолог, 2016)
- «Македонские достопримечательности» (Антолог, 2016)

### Поэзия для взрослых
- «Поэзия о поэзии» (двуязычное издание на македонском и румынском языках), Бухарест, 2002 г.
- «Поэзия о поэзии» (двуязычное издание на македонском и немецком языках), Скопье, 2012
- «Поэзия в жизни поэта» (двуязычное издание на македонском и немецком языках), Скопье, 2014
- «Die Liebe lebt — Любовь живет» вместе с Терезой Ройбер (на немецком языке), Скопье, 2014
- «Жизнь за Ботушье» (двуязычное издание на македонском и немецком языках), Скопье, 2014
- «Стихи из Кельна» (двуязычное издание на македонском и немецком языках), Скопье, 2014
- «Поэзия о поэзии», (перевод на сербский язык), «Банатский культурный центр», Ново Милошево, 2015
- «История войн» (двуязычное издание на македонском и немецком языках), Скопье, 2016
- «Человек и Родина» (двуязычное издание на македонском и немецком языках), Скопье, 2017

### Проза
- «Три века», биографическо-хронологический роман для взрослых («Македонская речь», 2005) — Скопье
- «Три века», биографическо-хронологический роман для взрослых, перевод на немецкий язык («Literatur Atelier», 2016) — Бонн
- «Родной край в сердце» — сборник рассказов для юношества («Македонская речь», 2005) — Скопье
- «Три века» (второе дополненное издание) биографическо-хронологический роман для взрослых («Македоника литера», 2016) — Скопье
- «Родной край в сердце» (перевод на немецкий язык), («Literatur Atelier», 2016) — Бонн
- «Бисера и Филипп» (перевод на немецкий язык), («Literatur Atelier», 2016) — Бонн
- «Родной край в сердце» (двуязычное издание на македонском и немецком языках) («Антолог», 2016 год) — Скопье
- «Бисера и Филипп» (двуязычное издание на македонском и немецком языках) («Антолог», 2016) — Скопье
- «У Доброй Воды» — монография о Горно Ботушье («Антолог», 2016) — Скопье
- «Все от любви к Поречью и поречанам» — монография («Антолог», 2017) — Скопье
- «Все от любви к Поречью и поречанам» — монография (второе дополненное издание), («Антолог», 2017) — Скопье